# Santa Lucía (Corrientes)
Santa Lucía es una ciudad de Argentina, cabecera del departamento Lavalle, en la provincia de Corrientes.
Está situado en la orilla occidental del río Santa Lucía (módulo: 30 m³/s), entre este río y el cercano río Paraná, a 199 kilómetros al sur de la capital provincial.
La carta orgánica municipal establece:

Artículo 1: Nombre. El Municipio de Santa Lucía adopta el nombre "Municipio de Santa Lucía" sin perjuicio de que pueda utilizarse en los actos oficiales el de "Santa Lucía de los Astos".

## Toponimia
El nombre Santa Lucía hace referencia a la Virgen y mártir Santa Lucía de Siracusa, cuya imagen fue traída a la región por la familia Astos al fundar la reducción franciscana en 1615. El sufijo “de los Astos” deriva del apellido de dicha familia, que aportó la imagen original de la patrona y dio nombre a la localidad en sus orígenes como Santa Lucía de los Astos. En guaraní, el asentamiento primitivo era conocido como Taba-cué —“pueblo viejo”—, denominación que aludía al antiguo emplazamiento cercano al actual paraje Rincón de Soto, cuyas orillas se derrumbaron con el tiempo al río Santa Lucía. La Carta Orgánica del municipio establece oficialmente el uso del nombre “Municipio de Santa Lucía”, admitiendo la forma histórica “Santa Lucía de los Astos” en actos y documentos formales.

## Geografía y clima
Santa Lucía se encuentra ubicada en una planicie aluvial perteneciente a la región de la Mesopotamia argentina, delimitada por los ríos Santa Lucía y Paraná. El área se caracteriza por la presencia de suelos muy fértiles, alto contenido de materia orgánica y acceso a abundantes fuentes de agua superficial y subterránea, condiciones óptimas para el desarrollo de la agricultura intensiva. El entorno natural está conformado por una red de esteros, bañados y lagunas, que además de facilitar el riego, favorecen la biodiversidad y la disponibilidad de recursos para las actividades agropecuarias.
La ciudad integra la llamada Región Económica del Río Santa Lucía, que concentra cerca del 21 % de la población de la provincia de Corrientes y funciona como un polo logístico y comercial para el movimiento de productos agrícolas y ganaderos. La principal vía de comunicación es la Ruta Nacional 12, que conecta Santa Lucía con las ciudades de Goya, Corrientes capital y Buenos Aires, y facilita la salida de la producción hacia los principales mercados del país. Asimismo, la ciudad dispone de una estación ferroviaria del Ferrocarril General Urquiza, utilizada históricamente para el transporte de cargas y pasajeros, y que mantiene su relevancia en el esquema logístico regional.
El desarrollo productivo de la región está condicionado tanto por los recursos naturales como por la infraestructura de transporte y servicios, factores que han permitido el crecimiento sostenido de la actividad hortícola y agroindustrial en Santa Lucía y su área de influencia.

### Clima
La localidad de Santa Lucía presenta un clima subtropical húmedo (clasificación climática de Köppen-Geiger: Cfa), característico del noreste argentino. Este clima se distingue por veranos cálidos y húmedos, con precipitaciones frecuentes, e inviernos templados a frescos, de escasas lluvias y frecuentes periodos de nubosidad parcial.
Las temperaturas medias anuales oscilan entre los 10 °C y los 32 °C, aunque ocasionalmente pueden registrarse valores extremos por debajo de los 3 °C en invierno y superiores a 37 °C en verano. El mes más cálido suele ser enero, con temperaturas máximas promedio cercanas a los 32 °C, mientras que el mes más frío es julio, con mínimas promedio cercanas a los 10 °C.
Las precipitaciones son abundantes durante todo el año, sin una estación seca bien definida, aunque se observa una mayor concentración de lluvias entre los meses de diciembre y marzo. Febrero es el mes con mayor cantidad de precipitaciones, alcanzando promedios mensuales de 125 mm, mientras que junio es el mes más seco, con valores cercanos a los 60 mm mensuales.
La humedad relativa se mantiene elevada durante la mayor parte del año, intensificando la sensación térmica en verano y atenuando los descensos de temperatura en invierno. La nubosidad es variable, con mayor presencia de cielos parcialmente nublados en los meses invernales.
- Altitud: 35 m s. n. m.
- Latitud: 28°58′ 60" S
- Longitud: 59°6′0″ O

## Población
Cuenta con 20 152 habitantes (Indec, 2022), lo que representa un incremento intercensal del 73.9% frente a los 11 589 habitantes (Indec, 2010) del censo anterior.
| Gráfica de evolución demográfica de Santa Lucía entre 2001 y 2022 |
|                                                                   |
| Fuente: Censos nacionales del INDEC                               |

## Historia
El origen de Santa Lucía se remonta al año 1615, cuando fue fundada bajo el nombre de Santa Lucía de los Astos por orden de Hernando Arias de Saavedra, conocido como Hernandarias, entonces gobernador del Río de la Plata. La fundación se realizó en la desembocadura del río Mepemé —actual río Santa Lucía—, en una región habitada originariamente por comunidades indígenas pertenecientes a los pueblos de la familia guaycurú, como los mocovíes, tobas (qom), pilagás y otros subgrupos que poblaban las llanuras y esteros circundantes.
La conformación del núcleo inicial estuvo a cargo de frailes franciscanos, quienes establecieron una reducción destinada a la evangelización y organización social de los habitantes originarios. La devoción a la Virgen y Mártir Santa Lucía fue central desde los primeros tiempos, impulsada por la imagen traída a la región por la familia Astos, de quien la localidad toma su denominación histórica.
A lo largo de los siglos XVII y XVIII, la reducción de Santa Lucía fue consolidándose como un asentamiento agrícola-ganadero, beneficiado por la fertilidad de las tierras cercanas al río y por su posición estratégica en las rutas fluviales y terrestres de la región. Durante el periodo colonial, la localidad experimentó diversas transformaciones administrativas, integrándose al sistema de encomiendas y posteriormente a la jurisdicción de la provincia de Corrientes tras la independencia argentina.
A fines del siglo XIX y principios del XX, Santa Lucía experimentó un notable crecimiento demográfico y económico, favorecido por la expansión de la agricultura, especialmente la horticultura y el cultivo de tabaco, así como por el tendido del ferrocarril, que fortaleció las comunicaciones con otras ciudades de la provincia y de la región.
En el siglo XXI, la ciudad es reconocida como un importante centro de producción hortícola de la provincia de Corrientes, además de ser sede de la tradicional Fiesta Nacional de la Horticultura, que refleja su identidad y el arraigo de las actividades agropecuarias en la comunidad local.

## Economía
La economía de Santa Lucía está fuertemente orientada a la producción hortícola intensiva, bajo sistemas de cultivo protegido o "tendaleras" (coberturas plásticas). Esta localidad, junto con el área de influencia de Bella Vista y Lavalle, constituye el principal polo hortícola de la provincia de Corrientes y uno de los más relevantes a nivel nacional. Santa Lucía se destaca particularmente en la producción de tomate y pimiento, dos cultivos que concentran la mayor parte de la superficie bajo cubierta de la región. Según datos oficiales, la provincia de Corrientes aporta aproximadamente el 18 % de la producción nacional de tomate y el 44 % de la de pimiento, siendo Santa Lucía una de las principales zonas productoras dentro de este esquema.
La actividad hortícola genera un fuerte impacto en la economía local, brindando empleo directo e indirecto a gran parte de la población. En el área se contabilizan más de 1 500 hectáreas dedicadas a la horticultura bajo cubierta, lo que ha resultado en tasas muy bajas de desocupación y una demanda constante de mano de obra durante todo el año. La producción se comercializa tanto en mercados locales y regionales como en grandes centros urbanos, en especial el Mercado Central de Buenos Aires, a través de cooperativas como la Cooperativa Agrícola Ganadera Industrial y de Consumo Santa Lucía Ltda. y empresas privadas de transporte.
Complementan la matriz productiva otras actividades agropecuarias, entre ellas la ganadería bovina, el cultivo de arroz y de tabaco, que aprovechan la fertilidad de los suelos aluviales y la disponibilidad de recursos hídricos provenientes del sistema de esteros y el río Santa Lucía. La combinación de estos sectores productivos ha permitido el desarrollo de una economía diversificada, aunque con claro predominio de la horticultura como motor principal.

### Producción hortícola bajo cubierta
Uno de los rasgos distintivos de la economía santaluceña es la utilización del sistema de “tendaleras” o “tendaleros”, una modalidad de producción hortícola protegida mediante coberturas plásticas. Este sistema consiste en estructuras de arcos metálicos o de PVC cubiertas con láminas de polietileno, formando microtúneles que resguardan los cultivos —principalmente tomate y pimiento— de factores climáticos adversos, como heladas, lluvias intensas y temperaturas extremas.
La adopción masiva de tendaleros ha permitido desarrollar una producción antiestacional, es decir, con cosechas fuera de la temporada habitual de campo abierto. Gracias a la regulación del microclima y la protección contra eventos climáticos, los horticultores de Santa Lucía pueden adelantar o extender los ciclos de cultivo, abasteciendo los mercados en momentos de mayor demanda y mejores precios. Esta tecnología ha consolidado a Santa Lucía como uno de los principales polos hortícolas de Corrientes y del país, concentrando alrededor del 93 % de la producción de tomate y pimiento del departamento bajo este sistema.

## Cultura y festividades

### Fiesta nacional de la horticultura
La Fiesta Nacional de la Horticultura es una celebración popular que se realiza anualmente en la ciudad de Santa Lucía. El evento se lleva a cabo generalmente entre los meses de octubre y noviembre, habitualmente en el predio de Gendarmería Nacional, y reúne a productores, expositores y público general de la región y de distintos puntos del país.
Esta festividad fue declarada de interés nacional en 2003, y constituye un homenaje al trabajo de los horticultores y su área de influencia. El programa típico de la fiesta incluye una exposición de productos hortícolas y maquinaria, concursos relacionados con la actividad (como el Concurso de Embalaje), ferias gastronómicas, charlas técnicas y la tradicional Cena de los Horticultores.
Uno de los momentos centrales del evento es la elección de la Reina Nacional de la Horticultura, junto a sus princesas, quienes representan a la producción local durante todo el año en distintos eventos y ferias. Además, la celebración cuenta con una grilla de espectáculos artísticos, en la que participan tanto artistas locales como nacionales de renombre, contribuyendo al atractivo turístico y cultural del encuentro.
La fiesta, que en sus últimas ediciones ha convocado a más de 60.000 personas, se ha consolidado como un símbolo de identidad para la ciudad y la región, promoviendo tanto la producción hortícola como la integración social y el desarrollo económico local. La organización del evento está a cargo de la Municipalidad de Santa Lucía, a través de la comisión respectiva y con la colaboración de entidades públicas y privadas.

### Fiestas patronales
La principal tradición religiosa de la ciudad de Santa Lucía gira en torno a la devoción a la Virgen y Mártir Santa Lucía de Siracusa, patrona de la localidad. El centro de las actividades religiosas es la Parroquia Santuario Santa Lucía, declarada Monumento Histórico Nacional, que constituye un punto de referencia para los fieles tanto de la ciudad como de la región.
Cada año, el 13 de diciembre se celebra la fiesta patronal, una de las festividades religiosas más importantes de la provincia de Corrientes. Las celebraciones comienzan con una novena de nueve días, en la que diariamente se realizan misas, rezos del rosario y actividades litúrgicas especiales para peregrinos y devotos.
El día central de la festividad incluye misas matutinas y vespertinas, la tradicional bendición de la vista —en referencia a la patrona de la vista— y una procesión solemne con la imagen histórica de Santa Lucía, acompañada por fieles, estandartes, maquinarias agrícolas ornamentadas y agrupaciones religiosas. La jornada concluye habitualmente con un festival musical y fuegos artificiales en las inmediaciones del santuario.
Como parte de la celebración, también se organiza una Cena Comunitaria en el Ateneo Parroquial, en la que participan vecinos y visitantes, reforzando el sentido de comunidad y pertenencia local.
La fiesta patronal de Santa Lucía convoca cada año a miles de fieles y turistas, constituyéndose en un acontecimiento de gran relevancia espiritual, social y cultural para la ciudad y su zona de influencia.

## Atractivos históricos

### Puente de hierro
El Puente de Hierro es una estructura ferroviaria que conecta el sector conocido como Villa Córdoba (antigua estación) con el centro urbano de la ciudad y se encuentra a aproximadamente dos kilómetros del centro local. Fue construido a comienzos del siglo XX, como parte de la expansión ferroviaria en el litoral argentino. Formaba parte del ramal del Ferrocarril Nordeste Argentino, que conectaba las localidades de Mantilla (Pedro R. Fernández) con Goya y otros puntos de la región. Su función original era permitir el cruce de trenes de carga y pasajeros sobre el río Santa Lucía, formando parte de la infraestructura clave para el desarrollo agrícola y comercial de la región. La estructura fue diseñada para soportar el tránsito de trenes de carga y pasajeros, contando con una vía férrea de trocha estándar (1.435 m), barandas laterales de hierro y apoyos sobre pilotes de hormigón armado.
Tras el cese de la actividad ferroviaria, el puente dejó de utilizarse para ese fin. Desde entonces, ha quedado habilitado principalmente para el paso peatonal y el tránsito de vehículos livianos. En 2015, el Concejo Deliberante de Santa Lucía recibió un proyecto para declararlo Patrimonio Histórico Municipal, dada su importancia como testimonio de la historia ferroviaria local.
El Puente de Hierro posee una estructura metálica remachada, típica de los puentes ferroviarios de su época. Cruza el río Santa Lucía en un solo tramo, con una longitud aproximada de 100 metros. Su silueta característica sobre el río lo ha convertido en un símbolo de Santa Lucía y en un lugar frecuentado por pescadores y visitantes. Hasta el momento, no existen planes oficiales de restauración integral, aunque ha habido iniciativas para su preservación y puesta en valor.

### Santuario de Santa Lucía
El Santuario de Santa Lucía es el principal templo católico de la ciudad. El edificio, emplazado en la calle Corrientes al 200, constituye uno de los monumentos históricos y religiosos más antiguos de la provincia y forma parte del patrimonio cultural local y nacional.
La construcción original del santuario se remonta al año 1770, impulsada por la misión franciscana bajo la dirección del padre Fray Jerónimo Juan José de Pereyra. El templo fue levantado en terrenos habitados por comunidades indígenas, utilizando principalmente técnicas de adobe y barro reforzado, con aportes de mano de obra y artesanía local. La inauguración oficial tuvo lugar en 1793, aunque la obra se encontraba prácticamente finalizada hacia 1784.
El santuario fue declarado Monumento Histórico Nacional el 4 de febrero de 1942, mediante el Decreto N.º 112.765, en reconocimiento a su valor arquitectónico, histórico y cultural. Además, en 2015 fue incorporado como Patrimonio Cultural Provincial.

#### Arquitectura
El edificio presenta una planta rectangular de una sola nave, con techos a dos aguas cubiertos de tejas y muros de adobe de más de un metro de espesor. En su interior se destaca un retablo mayor tallado en madera de cedro por el artesano indígena Gaspar Bogarín en 1790, así como un púlpito y bancos originales de la época. La puerta principal fue realizada por el ebanista José Garibaldi, quien dejó su firma grabada en la madera.
Durante tareas de restauración se encontraron, ocultas tras la imagen principal, monedas de oro de la época colonial, que actualmente forman parte del acervo histórico de la parroquia.

#### Estado actual
Actualmente el santuario funciona como parroquia, centro de peregrinación y sitio de interés histórico y turístico. El edificio se encuentra abierto al público para la celebración de oficios religiosos, visitas y actividades culturales. Distintas iniciativas buscan preservar y poner en valor su estructura y patrimonio artístico, considerado testimonio del proceso de evangelización y encuentro entre las culturas indígena y europea en el nordeste argentino.
Actualmente el Santuario es considerado Bien de Interés Cultural Municipal y figura en el Catálogo Provincial de Monumentos. Su conservación es impulsada tanto por la Diócesis de Goya como por la comunidad local, que llevan adelante proyectos de restauración y puesta en valor del edificio y su entorno.

## Turismo y lugares de interés

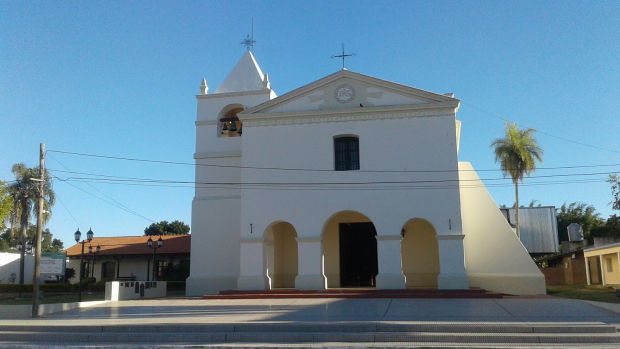
Santuario Santa Lucia

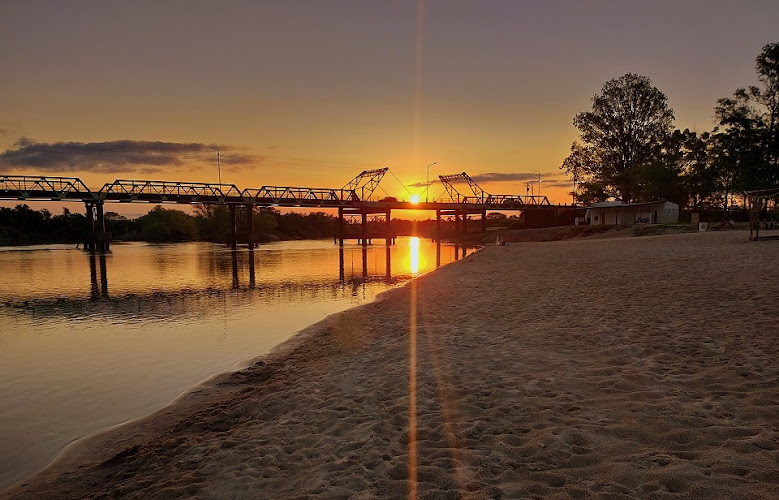
Puesta de sol en el balneario de santa lucia

Santa Lucía cuenta con diversos atractivos turísticos de carácter natural, histórico y cultural que reflejan la identidad local y su patrimonio regional.
- Balneario municipal: ubicado a orillas del río Santa Lucía, es un espacio de recreación habilitado durante la temporada estival. Dispone de playas de arena, zona de baños y zonas para actividades deportivas.

- Puente de hierro: antigua pasarela ferroviaria de estructura metálica que cruza el río Santa Lucía. Constituye un punto panorámico y de esparcimiento, permitiendo observar los paisajes del río y su entorno.
- Parroquia Santuario Santa Lucía: templo católico declarado Monumento Histórico Nacional en 1942. Su construcción data de fines del siglo XVIII y se destaca por su arquitectura colonial, su bóveda artística y las imágenes religiosas que alberga. Es el centro de las celebraciones patronales y peregrinaciones de la región.
- Carnaval santaluceño: celebrado anualmente durante los meses de enero y febrero, reúne comparsas y agrupaciones locales en desfiles que constituyen uno de los principales eventos culturales de la ciudad.
- Miradores naturales: la ubicación de Santa Lucía sobre el valle aluvial del río homónimo y la cercanía con el río Paraná ofrecen escenarios naturales propicios para la observación de atardeceres, actividades recreativas y fotografía de paisajes ribereños.

Estos espacios y eventos forman parte del circuito turístico local y constituyen un atractivo para visitantes tanto de la provincia como de regiones vecinas.

## Parroquias de la Iglesia católica en Santa Lucía
| Diócesis  | Goya                  |
| --------- | --------------------- |
| Parroquia | Santuario Santa Lucía |